# T.C. Ziraat Bankası Spor Kulübü 2016-2017
Questa voce raccoglie le informazioni riguardanti il T.C. Ziraat Bankası Spor Kulübü nelle competizioni ufficiali della stagione 2016-2017.

## Organigramma societario
Area direttiva
- Presidente: Ali Kılıç

Area tecnica
- Allenatore: Fernando Benítez (fino a febbraio), Juan Manuel Barrial (da febbraio)
- Allenatore in seconda: Görkem İşgüzar
- Assistente allenatore: Ersin Soysal
- Scoutman: Mehmet Tuğyanoğlu

## Rosa
| N° | Nome              | Ruolo | Data di nascita   | Nazionalità sportiva |
| -- | ----------------- | ----- | ----------------- | -------------------- |
| 1  | Ulaş Kıyak        | P     | 11 agosto 1981    | Turchia              |
| 2  | Jeroen Rauwerdink | S     | 13 settembre 1985 | Paesi Bassi          |
| 3  | Ersin Durgut      | C     | 4 agosto 1982     | Turchia              |
| 4  | David Lee         | C     | 8 marzo 1982      | Stati Uniti          |
| 5  | Burak Güngör      | S     | 28 luglio 1993    | Turchia              |
| 6  | Vefa Yılmaz       | P     | 24 aprile 1982    | Turchia              |
| 7  | Emre Savaş        | C     | 7 marzo 1995      | Turchia              |
| 8  | Marcus Nilsson    | O     | 7 ottobre 1982    | Svezia               |
| 9  | Selim Demir       | P     | 2 aprile 1996     | Turchia              |
| 10 | Cansın Enaboifo   | S     | 9 luglio 1995     | Turchia              |
| 11 | Cristian Savani   | S     | 22 febbraio 1982  | Italia               |
| 12 | Kay van Dijk      | O     | 24 giugno 1984    | Paesi Bassi          |
| 14 | Ivan Komarov      | S     | 28 luglio 1992    | Russia               |
| 15 | Koray Şahin       | C     | 17 maggio 1993    | Turchia              |
| 16 | Volkan Döne       | L     | 19 febbraio 1987  | Turchia              |
| 17 | Cüneyt Dağcı      | C     | 13 febbraio 1985  | Turchia              |
| 18 | Serkan Kılıç      | L     | 31 maggio 1984    | Turchia              |

## Statistiche

### Statistiche di squadra
| Competizione     | Punti | In casa | In casa | In casa | In trasferta | In trasferta | In trasferta | Totale | Totale | Totale |
| Competizione     | Punti | G       | V       | P       | G            | V            | P            | G      | V      | P      |
| ---------------- | ----- | ------- | ------- | ------- | ------------ | ------------ | ------------ | ------ | ------ | ------ |
| Efeler Ligi      | 48,25 | 14      | 10      | 4       | 16           | 10           | 6            | 30     | 20     | 10     |
| Coppa di Turchia | -     | 0       | 0       | 0       | 0            | 0            | 0            | 1      | 0      | 1      |
| Challenge Cup    | -     | 4       | 4       | 0       | 4            | 3            | 1            | 8      | 7      | 1      |
| Totale           | -     | 18      | 14      | 4       | 20           | 13           | 7            | 39     | 27     | 12     |

G = partite giocate; V = partite vinte; P = partite perse

### Statistiche dei giocatori
| Giocatore     | Efeler Ligi | Efeler Ligi | Efeler Ligi | Efeler Ligi | Efeler Ligi | Coppa di Turchia | Coppa di Turchia | Coppa di Turchia | Coppa di Turchia | Coppa di Turchia | Challenge Cup | Challenge Cup | Challenge Cup | Challenge Cup | Challenge Cup | Totale | Totale | Totale | Totale | Totale |
| Giocatore     | P           | PT          | AV          | MV          | BV          | P                | PT               | AV               | MV               | BV               | P             | PT            | AV            | MV            | BV            | P      | PT     | AV     | MV     | BV     |
| ------------- | ----------- | ----------- | ----------- | ----------- | ----------- | ---------------- | ---------------- | ---------------- | ---------------- | ---------------- | ------------- | ------------- | ------------- | ------------- | ------------- | ------ | ------ | ------ | ------ | ------ |
| C. Dağcı      | 14          | 34          | 25          | 9           | 0           | 1                | 4                | 0                | 4                | 0                | 3             | 10            | 8             | 1             | 1             | 18     | 48     | 33     | 14     | 1      |
| S. Demir      | 1           | 0           | 0           | 0           | 0           | -                | -                | -                | -                | -                | -             | -             | -             | -             | -             | 1      | 0      | 0      | 0      | 0      |
| V. Döne       | 19          | 0           | 0           | 0           | 0           | 0                | 0                | 0                | 0                | 0                | 6             | 0             | 0             | 0             | 0             | 25     | 0      | 0      | 0      | 0      |
| E. Durgut     | 2           | 0           | 0           | 0           | 0           | 0                | 0                | 0                | 0                | 0                | 1             | 10            | 8             | 0             | 2             | 3      | 10     | 8      | 0      | 2      |
| C. Enaboifo   | 11          | 13          | 9           | 1           | 3           | 0                | 0                | 0                | 0                | 0                | 3             | 18            | 14            | 0             | 4             | 14     | 31     | 23     | 1      | 7      |
| B. Güngör     | 29          | 313         | 262         | 37          | 14          | 1                | 3                | 2                | 1                | 0                | 7             | 82            | 57            | 15            | 10            | 37     | 398    | 321    | 53     | 24     |
| S. Kılıç      | 23          | 21          | 20          | 1           | 0           | 1                | 0                | 0                | 0                | 0                | 5             | 2             | 2             | 0             | 0             | 29     | 23     | 22     | 1      | 0      |
| U. Kıyak      | 26          | 65          | 24          | 26          | 15          | 1                | 1                | 0                | 0                | 1                | 6             | 23            | 8             | 9             | 6             | 33     | 89     | 32     | 35     | 22     |
| I. Komarov    | 6           | 24          | 22          | 2           | 0           | -                | -                | -                | -                | -                | 0             | 0             | 0             | 0             | 0             | 6      | 24     | 22     | 2      | 0      |
| D. Lee        | 17          | 92          | 53          | 33          | 6           | 1                | 3                | 1                | 2                | 0                | 2             | 14            | 9             | 4             | 1             | 20     | 109    | 63     | 39     | 7      |
| M. Nilsson    | 24          | 320         | 248         | 26          | 46          | 1                | 25               | 19               | 4                | 2                | 6             | 78            | 59            | 9             | 10            | 31     | 423    | 326    | 39     | 58     |
| J. Rauwerdink | 26          | 160         | 145         | 11          | 4           | 1                | 9                | 7                | 1                | 1                | 8             | 76            | 66            | 3             | 7             | 35     | 245    | 218    | 15     | 12     |
| K. Şahin      | 21          | 126         | 86          | 29          | 11          | 1                | 3                | 2                | 0                | 1                | 8             | 61            | 44            | 10            | 7             | 30     | 190    | 132    | 39     | 19     |
| C. Savani     | 20          | 255         | 209         | 27          | 19          | 1                | 18               | 17               | 0                | 1                | 2             | 12            | 7             | 3             | 2             | 23     | 285    | 233    | 30     | 22     |
| E. Savaş      | 28          | 241         | 160         | 53          | 28          | 1                | 7                | 4                | 3                | 0                | 6             | 52            | 28            | 19            | 5             | 35     | 300    | 192    | 75     | 33     |
| K. van Dijk   | 21          | 159         | 130         | 16          | 13          | 0                | 0                | 0                | 0                | 0                | 8             | 27            | 18            | 6             | 3             | 29     | 186    | 148    | 22     | 16     |
| V. Yılmaz     | 23          | 13          | 5           | 4           | 4           | 0                | 0                | 0                | 0                | 0                | 6             | 14            | 5             | 0             | 9             | 29     | 27     | 10     | 4      | 13     |

P = presenze; PT = punti totali; AV = attacchi vincenti; MV = muri vincenti; BV = battute vincenti